# Jüdischer Friedhof (Ellar)

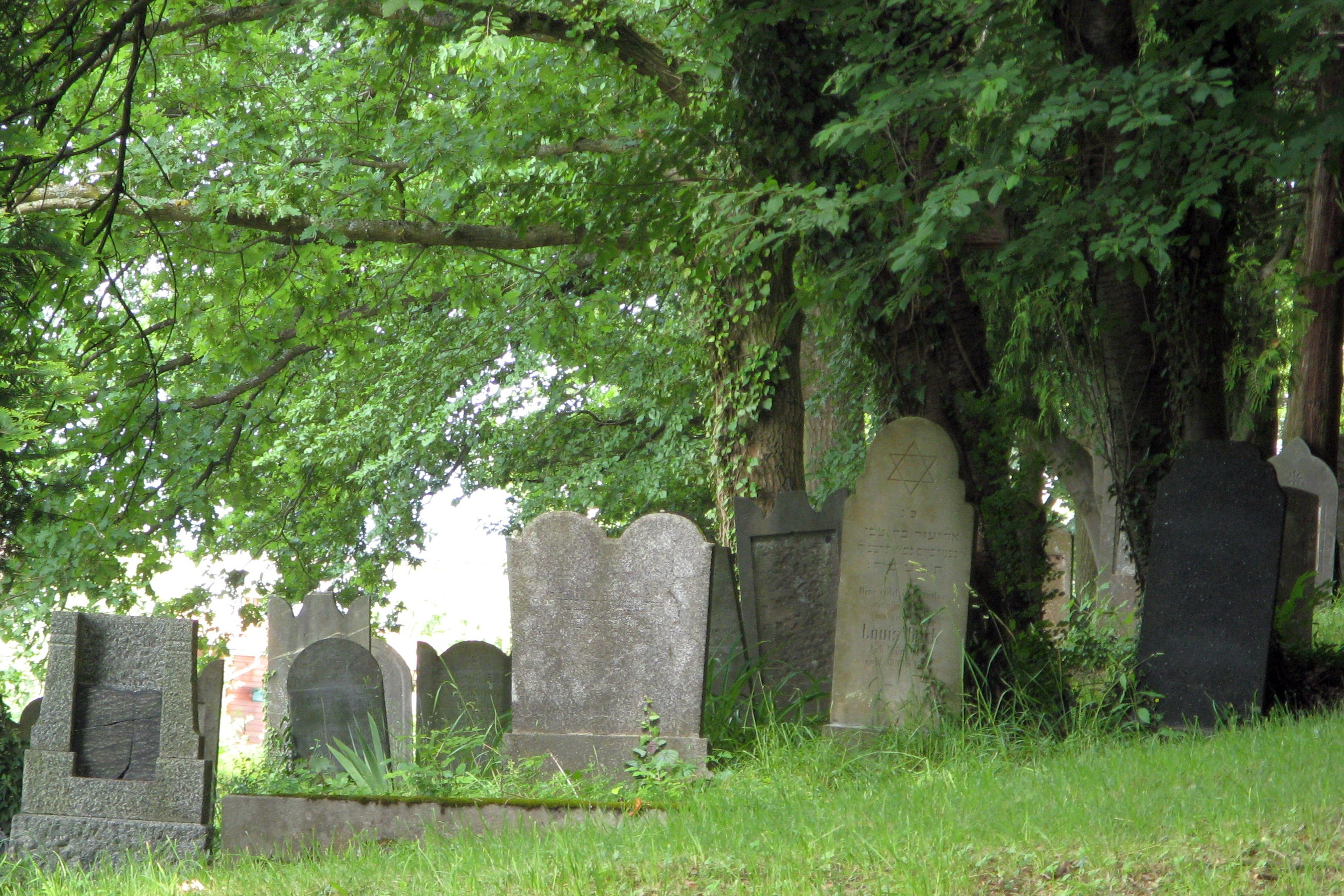
Jüdischer Friedhof in Ellar

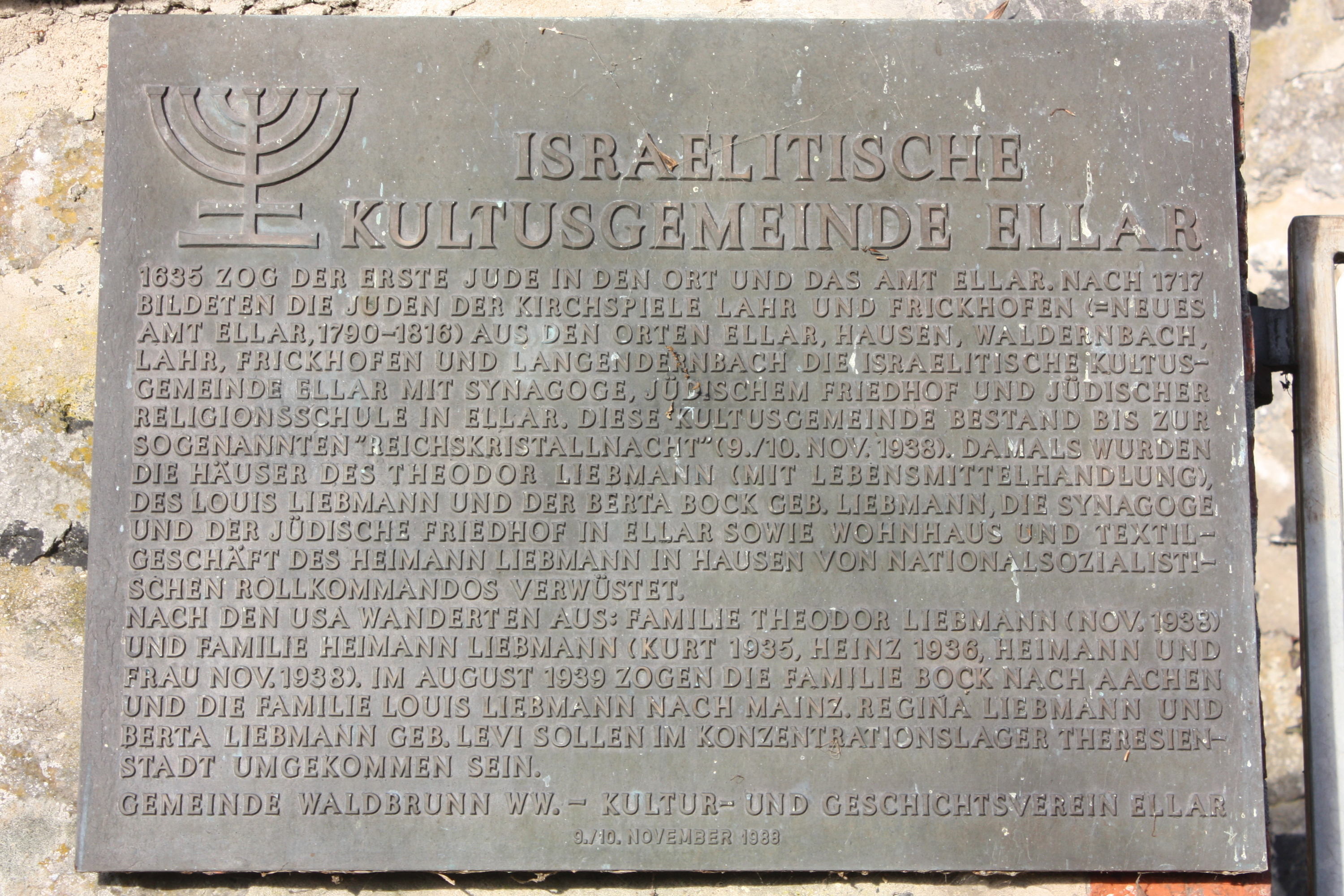
Gedenktafel

Der Jüdische Friedhof Ellar ist ein jüdischer Friedhof in Ellar, einem Ortsteil der Gemeinde Waldbrunn im Landkreis Limburg-Weilburg in Mittelhessen. Der Friedhof ist ein geschütztes Kulturdenkmal und befindet sich an der Straße Am Oberholz/Lahrer Weg. 

## Geschichte
Der jüdische Friedhof in Ellar wurde Anfang des 18. Jahrhunderts von der jüdischen Gemeinde (Kehillah) im Amt Ellar angelegt. Die Gemeinde hatte Mitglieder in Ellar sowie in Hausen, Lahr, Waldernbach, Frickhofen und Langendernbach. Mittelpunkt des Gemeindelebens war Ellar.
Der Friedhof wurde 1821 und 1867 erweitert. Auf dem 17,56 Ar großen Friedhof befinden sich heute noch 79 Grabsteine und das letzte Begräbnis fand 1937 statt.
Nach der Gründung einer eigenständigen jüdischen Gemeinde in Frickhofen im Jahr 1885, die auch Langendernbach umfasste, erfolgten Bemühungen in diesen Orten sich vom Friedhof in Ellar zu lösen. Ein eigenständiger Friedhof wurde 1913 in Frickhofen eingeweiht. Im Jahr 1916 endete dann auch die Pflicht zur Bauunterhaltung der Juden in diesen Orten für den Ellarer Friedhof. 